# Caparmena adlbaueri
Caparmena adlbaueri là một loài bọ cánh cứng trong họ Cerambycidae.